# Microhyla berdmorei
Microhyla berdmorei là một loài ếch trong họ Microhylidae. Nó được tìm thấy ở miền đông Ấn Độ, Bangladesh, tỉnh Vân Nam (Trung Quốc), Đông Nam Á, đảo Borneo và đảo Sumatra.

## Hình ảnh

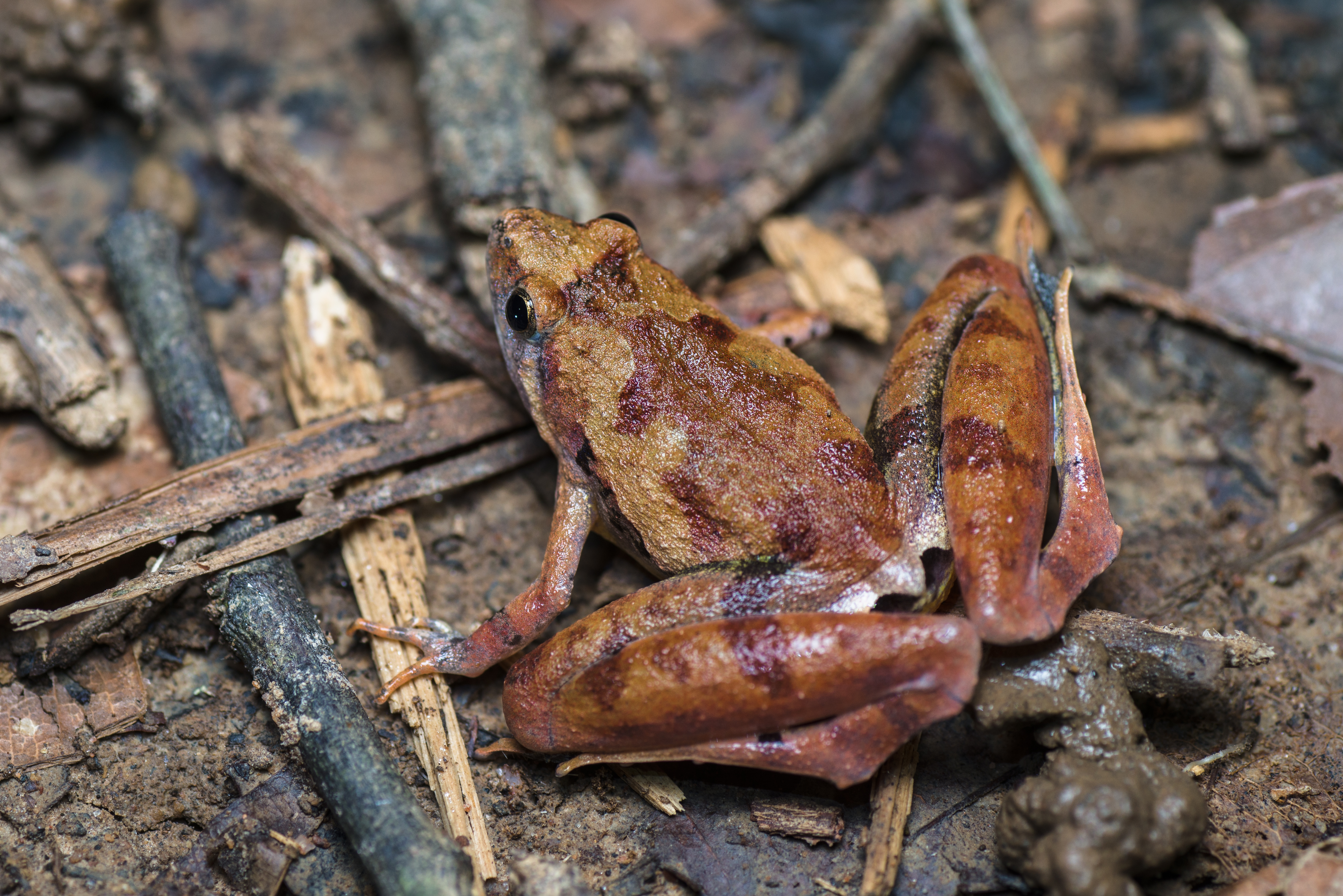
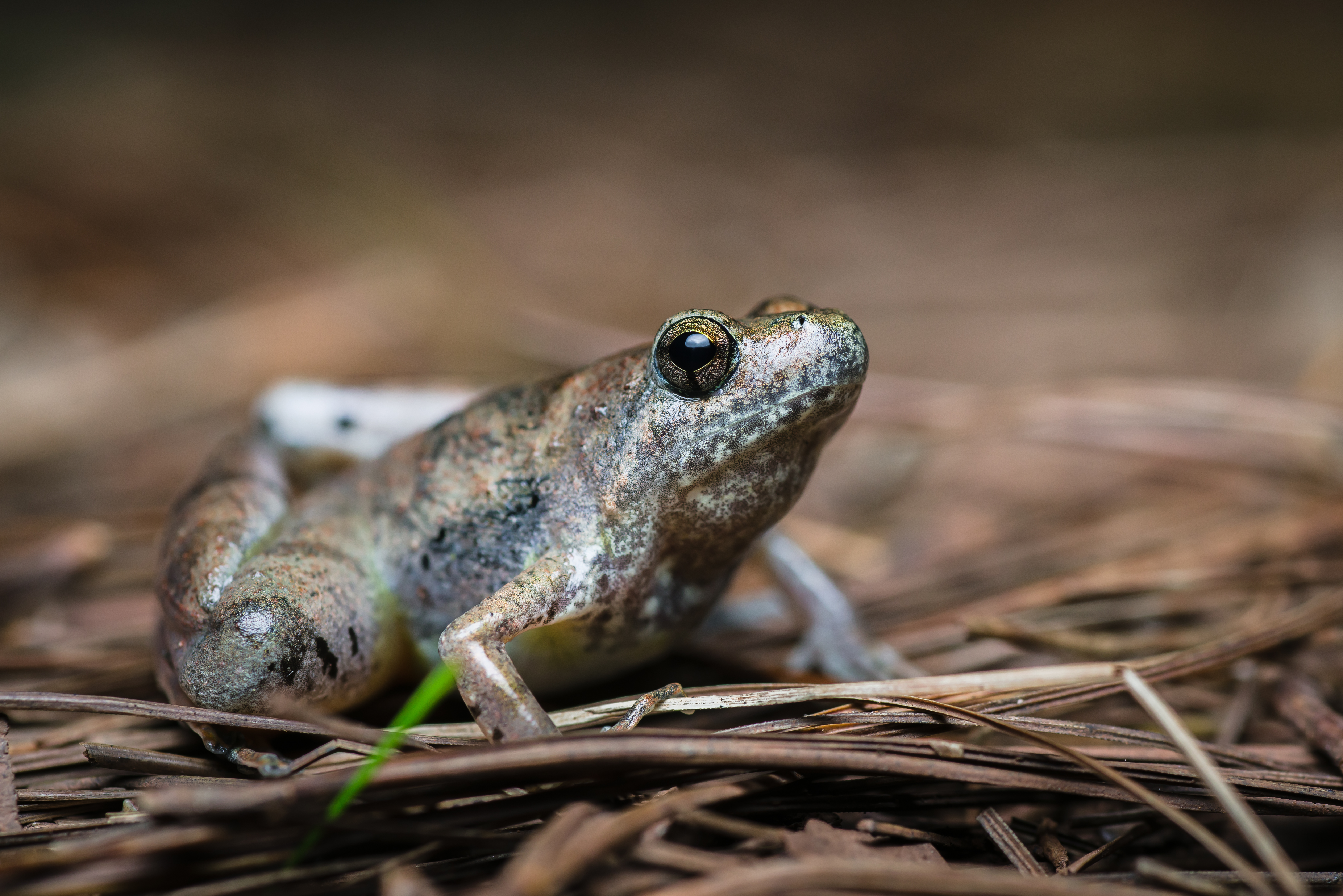
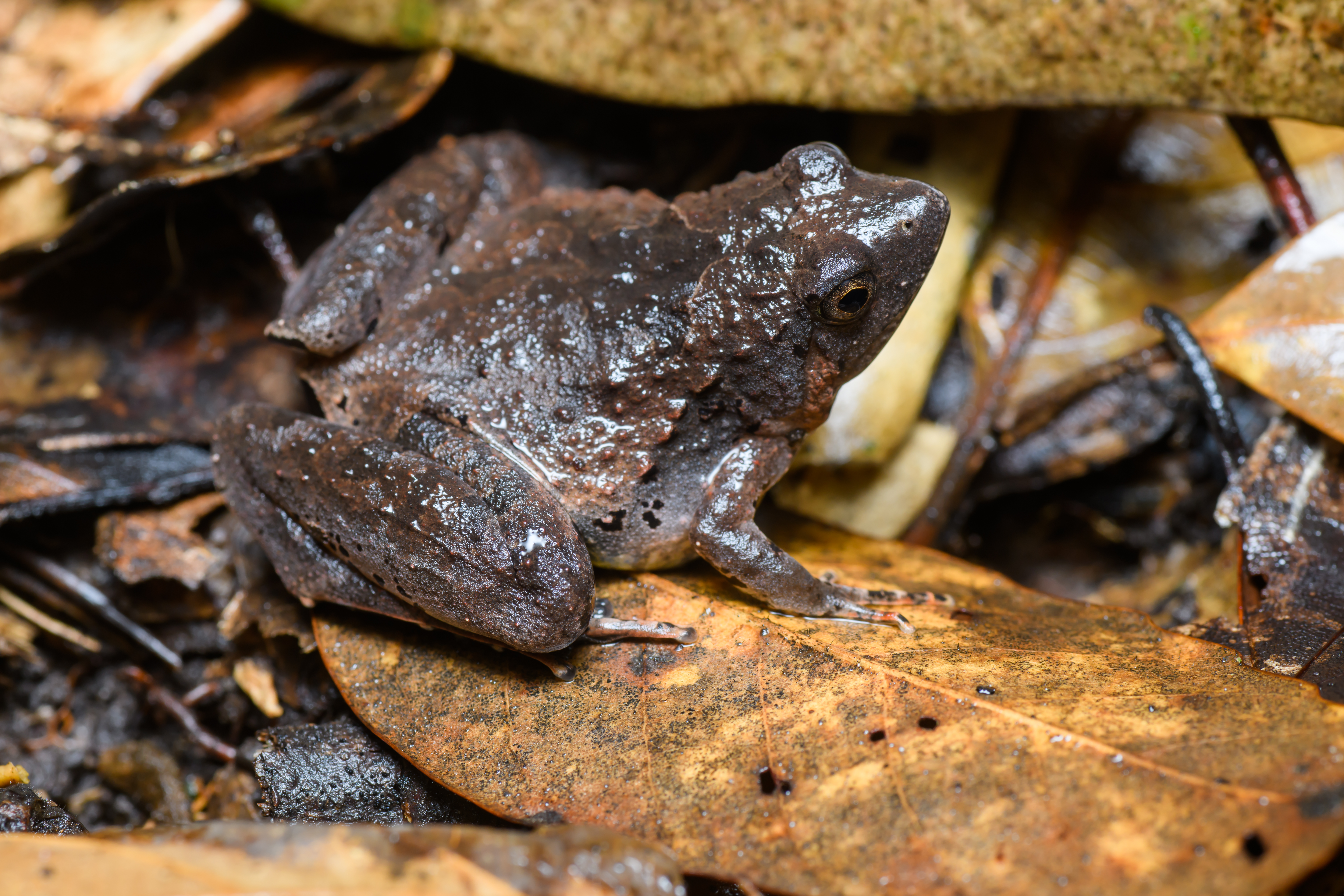
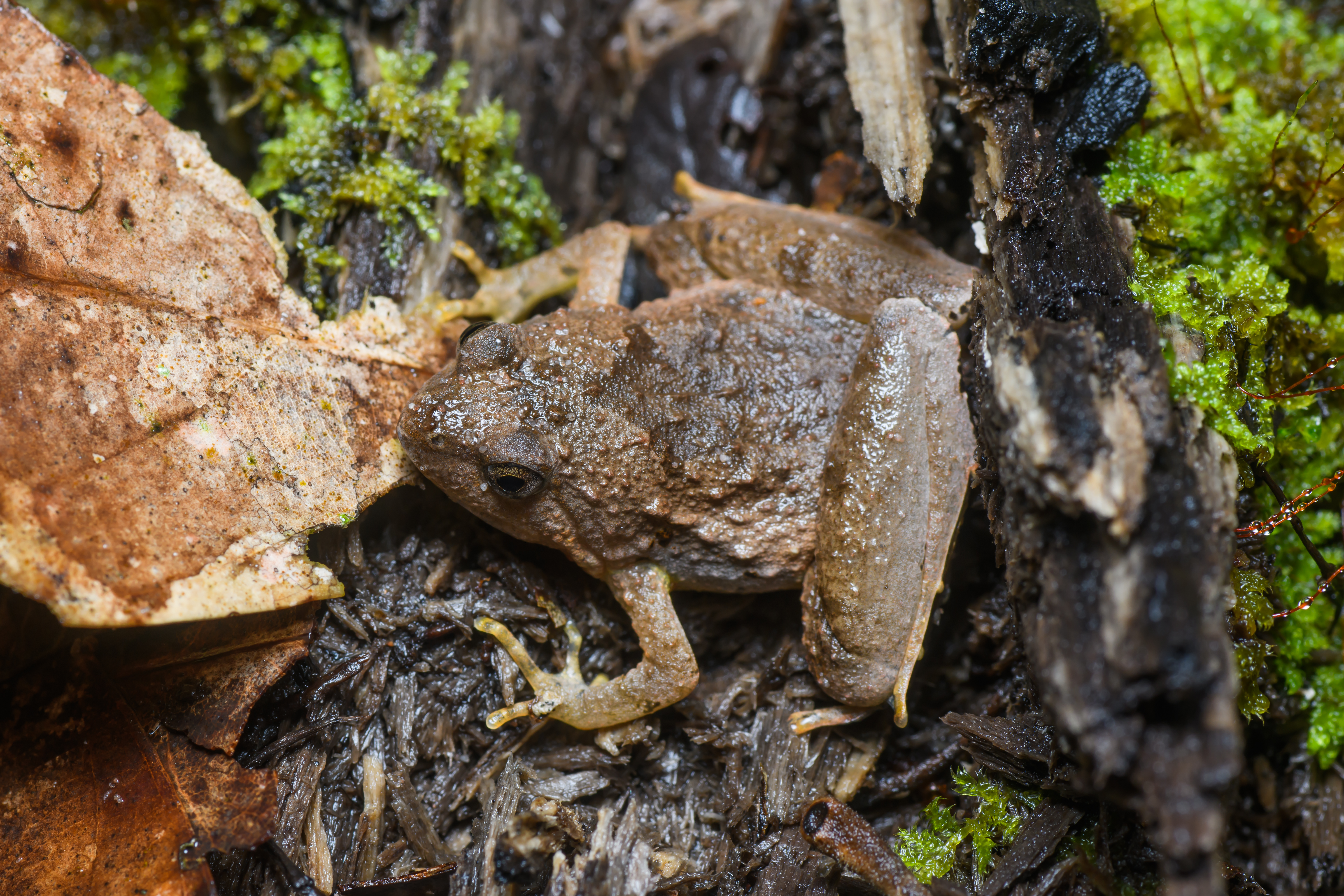